# Zabić drozda (film)
Zabić drozda (tytuł oryg. To Kill a Mockingbird) – amerykański dramat obyczajowy z 1962 w reżyserii Roberta Mulligana, będący adaptacją powieści pod tym samym tytułem autorstwa Harper Lee z 1960.
Za główną rolę w tym filmie Gregory Peck otrzymał Oscara. Łącznie film otrzymał trzy nagrody Akademii Filmowej. Zdjęcia plenerowe realizowano w Alabamie.

## Fabuła
Film, eksponując jeden z dwu głównych wątków powieści, opowiada o trudnych początkach walki z rasizmem na Głębokim Południu: adwokat z niewielkiego miasteczka zostaje obrońcą czarnoskórego mężczyzny, który został niesłusznie oskarżony o gwałt na białej kobiecie.

## Obsada
- Gregory Peck – Atticus Finch
- Mary Badham – Jean Louise „Scout” Finch
- Phillip Alford – Jeremy Atticus „Jem” Finch
- John Megna – Charles Baker „Dill” Harris
- Brock Peters – Tom Robinson
- Frank Overton – Szeryf Heck Tate
- James Anderson – Robert E. Lee „Bob” Ewell
- Collin Wilcox – Mayella Violet Ewell
- Robert Duvall – Arthur „Boo” Radley
- Rosemary Murphy – Maudie Atkinson
- Paul Fix – sędzia Taylor
- Estelle Evans – Calpurnia
- William Windom – pan Gilmer
- Bill Walker – Sykes
- Jester Hairston – Spence Robinson

## Odbiór
Konrad Eberhardt na łamach „Filmu” dał negatywną recenzję, zauważając, że reżyser „pragnie być ostentacyjnie niemodnym” i świadomie ustawia film jako „staroświecki”. Jednocześnie, według niego, kłóciło się to z próbą bycia społecznym kinem. Zarzucił także zbanalizowanie tematyki rasizmu wobec Afroamerykanów, z którą lepiej poradziły sobie filmy Czarne i białe oraz Zimny świat. Określił postać Toma jako bierną ofiarę, która czeka na „dobrego białego” i tego typu postać lepiej wybrzmiewała w twórczości Williama Faulknera i filmie Dziewczyna z wyspy, oraz służy jako pionek do pokazania jaki jest szlachetny Atticus Finch.

## Nagrody
- Trzy Oscary (Najlepszy aktor pierwszoplanowy Gregory Peck; Najlepszy scenariusz adaptowany Horton Foote; Najlepsza scenografia w filmie czarno-białym Henry Bumstead, Alexander Golitzen i Oliver Emert)[2]
- Trzy Złote Globy (Najlepszy aktor w dramacie Gregory Peck; Najlepsza muzyka Elmer Bernstein; Najlepszy film promujący międzynarodowe porozumienie)[2]